# Макмайкл, Гарольд
Сэр Гарольд Альфред МакМайкл (англ. Sir Harold Alfred MacMichael, 1882—1969) — британский колониальный чиновник, Верховный комиссар Палестины в 1938—1944 годах, кавалер орденов «Святого Михаила и Святого Георгия» (GCMG) и «За выдающиеся заслуги».

## Биография
МакМайкл окончил (первым в списке) колледж Магдалины в Кембридже. После сдачи экзамена на право работать как государственный служащий (англ.), он поступил на службу Британской империи в англо-египетском Судане. Затем он служил в провинции «Голубой Нил» до 1915, после чего — старшим инспектором в провинции Хартум, где в 1926 занял должность гражданского секретаря. В 1933 он стал губернатором Танганьики и занимал эту должность до 1937 г.
В 1938 он был назначен Верховным комиссаром в Палестине. 1-й премьер-министр Израиля Давид Бен-Гурион называл его «ужасным человеком, самым худшим из всех Верховных комиссаров».
В годы 2-й мировой войны активно препятствовал въезду в Палестину еврейских беженцев выше установленной Британией перед войной квоты. При этом, согласно некоторым источникам, с 1941 года остались неиспользованными тысячи сертификатов на въезд в Палестину.
В декабре 1942, через Форин-офис воспрепятствовал продолжению рейса «Струмы», 768 пассажиров которой (из них, 103 — детей) впоследствии погибли в Чёрном море. 
После гибели «Струмы» подпольная еврейская организация «Лехи» выпустила постер «Разыскивается за убийство» с его именем. В 1944 году «Лехи» организовала покушение на МакМайкла, сам он не пострадал, но его жена была ранена. Всего на жизнь МакМайкла покушались 7 раз, в основном это были боевики «Лехи».
Впоследствии МакМайкл был обвинен в том, что не передал турецким властям информацию о разрешении на въезд в Палестину 31 ребёнка со «Струмы», и был переведен в Британскую Малайю, где он написал конституцию для Малайского Союза, а в 1946 — на Мальту.